# Базарова Віра Євгеніївна
Віра Євгенівна Базарова (нар.. 28 січня 1993, Єкатеринбург) — російська фігуристка, що виступала в парному катанні. У парі з Юрієм Ларіоновим вона — срібний призер чемпіонату світу серед юніорів 2007 року, чемпіонка Росії 2012 року, бронзова призерка чемпіонату Європи 2011 року і 2014 року, срібна призерка чемпіонату Європи 2012 року. Сезон 2008—2009 років пара пропускала через дискваліфікацію партнера, викритого в застосуванні допінгу.
З весни 2014 року по осінь 2016 року виступала в парі з Андрієм Депутатом. Станом на січень 2017 року пара займає 22-е місце в рейтингу Міжнародного союзу ковзанярів (ІСУ).

## Кар'єра
Віра Базарова почала кататися на ковзанах у віці 3-х років у рідному Єкатеринбурзі. Великих успіхів як одиночниця не досягла, і, коли їй було 12 років, тренер Людмила Калініна запросила її до своєї групи. Базарова переїхала до Пермі разом з матір'ю, але тепер живе в Москві самостійно.

### В парі з Юрієм Ларіоновим
Пара Віра Базарова і Юрій Ларіонов виграли срібну медаль на своєму першому чемпіонаті світу серед юніорів (2007 рік) і в першому ж сезоні у якому виступали на міжнародному рівні. Крім того, в тому ж сезоні вони стали другими на етапі юніорського Гран-прі на Тайвані і потрапили до фіналу юніорського Гран-прі, де стали сьомими.
Сезон 2007—2008 років пара почала з перемоги на етапі юніорського Гран-прі Великої Британії і срібла в Німеччині. Потім вони добре зарекомендували себе, ставши третіми на своєму першому «дорослому» етапі Гран-прі «Skate America». У фіналі юніорського Гран-прі вони завоювали золоту медаль. На «дорослому» чемпіонаті Росії стали шостими. Вважалися одними з головних претендентів на золото майбутнього чемпіонату світу серед юніорів. Однак у січні 2008 року з'ясувалося, що в пробах, узятих у Юрія в листопаді 2007 року (за три тижні до фіналу Гран-прі) був виявлений заборонений препарат фуросемід. Виконком Федерації Фігурного катання Росії 18 лютого 2008 року після проведеного розслідування виключив Ларіонова зі складу юніорської збірної команди за безвідповідальне ставлення до прийому лікарських препаратів і відсторонив його від участі у всеросійських та міжнародних змаганнях до кінця спортивного сезону 2007—2008 років. 6 квітня 2008 року дисциплінарна комісія ІСУ дискваліфікувала Ларіонова строком на два роки. Перемога у фіналі юніорського Гран-прі була скасована, фігуристам довелося повернути медалі і призові.
Віра Базарова не захотіла міняти партнера, хоча такі пропозиції їй надходили, і повністю пропустила сезон 2008—2009 років. Навесні 2009 року, ІСУ ухвалив рішення скоротити термін дискваліфікації на півроку і дозволити парі брати участь у змаганнях починаючи з 18 липня 2009 року.
Отримавши можливість брати участь у змаганнях, пара пройшла відбір на чемпіонат Росії зайнявши перші місця на етапах Кубка Росії в Самарі, Пермі, а також виступила на етапі Гран-прі «Rostelecom Cup» де стала четвертою. На чемпіонаті країни, в грудні 2009 року, Базарова і Ларіонов зайняли третє місце і увійшли до збірної Росії на чемпіонаті Європи, де були п'ятими. За результатами виступів були включені до збірної Росії на Олімпійських іграх у Ванкувері. На своїй першій Олімпіаді посіли 11-е місце і закінчили сезон на 8-му місці чемпіонату світу.
Наступного сезону пара значно поліпшила свої результати. Вони потрапили до фіналу Гран-прі (вигравши срібні медалі етапів у Японії та Франції), де стали 5-ми, повторили минулорічний результат у національній першості, завоювали бронзу чемпіонату Європи і стали 5-ми на чемпіонаті світу.
Влітку 2011 року пара, разом з наставником Людмилою Калініною, перебралася з Пермі до Саранська, де були запропоновані кращі умови для роботи та життя. У 2012 році фігуристи досягли свого найвищого успіху, ставши срібними призерами Чемпіонату Європи з фігурного катання в Шеффілді. У лютому 2013 року розлучилися з тренером Людмилою Калініною і перейшли до групи Ніни Мозер. На чемпіонаті Європи з фігурного катання 2014 року в Будапешті були третіми, а на сочинській Олімпіади — шостими.
Після закінчення чемпіонату світу 2014 року в Японії, де спортсмени виявилися лише сьомими, тренер Ніна Мозер оголосила про розпад пари. За визнанням Віри Базарової, рішення партнера, оголошене нею відразу після завершення довільної програми, було для неї несподіваним і шокуючим. Очевидно, воно пов'язане з розчаруванням результатами і відсутністю прогресу. В інтерв'ю для ЗМІ Віра згадала про те, що з Ларіоновим її пов'язували не тільки фігурне катання, але й теплі, близькі стосунки, велика дружба та кохання. Все це, за словами Базарової, залишилося в минулому перш, ніж розпався дует.

### В парі з Андрієм Депутатом
9 квітня 2014 року стало відомо, що фігуристка буде виступати в парі з Андрієм Депутатом, який раніше катався з Василиною Даванковою. Тренуватися нова пара почала у Олега Васильєва.
З осені вони почали виступати на змаганнях, спочатку в Італії, потім у кубку Ніцци. Серйозним стартом був китайський етап Гран-прі: пара залишилася за межею призерів, але при цьому поліпшила свої колишні спортивні досягнення. Були вони також четвертими і на японському етапі Гран-прі. На російському чемпіонаті наприкінці 2014 року пара виявилася також на 4-му місці.
На початку лютого 2015 року пара виступала на зимовій Універсіаді в Іспанії. У короткій програмі все склалося добре і спортсмени перевищили свої колишні спортивні досягнення і йшли в числі призерів. Однак у довільній програмі вони зірвали підтримку і випали за межі призової трійки. Наприкінці лютого фігуристи на Кубку Росії опинилися на третьому місці.
Старт нового сезону восени 2015 року виявився скомканим через хворобу Віри. Пара знялася зі стартів в Саранську. Наприкінці жовтня пара виступала на етапі серії Гран-прі Skate Canada; де вони були п'ятими. Набагато вдаліше спортсмени виступили на завершальному етапі Гран-прі у Нагано, де опинилися на четвертому місці. При цьому поліпшили всі свої колишні спортивні досягнення. У чемпіонаті Росії фігуристи фінішували в середині таблиці. Однак, через два місяці на фіналі Кубка Росії фігуристи його виграли. Вони були заявлені запасними на світовий чемпіонат у США. В середині березня спортсмени взяли тренувальну участь у Кубку Тіролю в Інсбруку, який вони виграли. При цьому вони значно перевершили всі свої колишні спортивні досягнення.
Наприкінці жовтня в останній момент пара знялася з етапу Гран-прі у Канаді. У листопаді 2016 року президент Федерації фігурного катання на ковзанах Росії Олександр Горшков заявив про розпад пари, а 17 листопада тренер Олег Васильєв — про завершення Вірою спортивної кар'єри.

## Освіта
У 2009 році Віра Базарова вступила до Пермського державного педагогічного університету.

## Програми

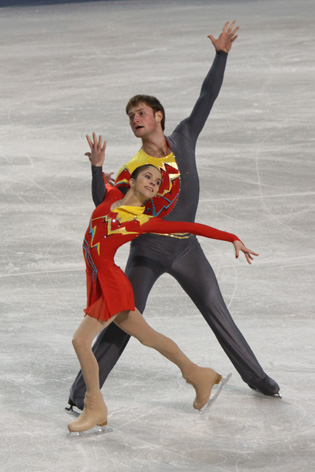
Віра Базарова та Юрій Ларіонов на чемпіонаті Європи 2010. Довільна програма.

| Сезон     | Коротка програма                                   | Довільна програма                                                                      | Показові виступи                                                                  |
| --------- | -------------------------------------------------- | -------------------------------------------------------------------------------------- | --------------------------------------------------------------------------------- |
| 2014—2015 | «My way» Frank Sinatra                             | «Adios Nonino» Astor Piazzolla                                                         | «Adagio» Lara Fabian                                                              |
| 2013-2014 | Titine Стенлі Блек Paris by Night Боб Сінклер      | «Половецькі танці» Олександр Бородін                                                   | «Туга» Джакомо Пуччіні                                                            |
| 2012-2013 | «Мрії кохання» Ференц Ліст                         | «Спартак» Арам Хачатурян                                                               | Саундтрек до фільму «Троя» «Remember me» Джош Гробан і Таня Царовська             |
| 2011-2012 | Туга Джакомо Пуччіні аранжування Максима Родрігеса | Саундтрек до фільму «Доктор Живаго» Моріс Жарр                                         | Саундтрек до фільму «Троя» «Remember me» Джош Гробан і Таня Царовська             |
| 2010-2011 | Adagio Secret Garden                               | Саундтрек до фільму «Людина в залізній масці» Нік Ґленні-Сміт                          | Саундтрек до фільму «Троя» «Remember me» Джош Гробан і Таня Царовська             |
| 2009-2010 | «Смуток» Ігор Каменський                           | Саундтрек до фільму «Сім років у Тибеті» Джон Вільямс і «Казка мандрів» Альфред Шнітке | «Смуглянка» Саундтрек до фільму «Троя» «Remember me» Джош Гробан і Таня Царовська |
| 2007-2008 | Саундтрек до фільму «Бій з тінню» Олексій Шелыгин  | Саундтрек до фільму «Ерагон» Патрік Дойл                                               |                                                                                   |
| 2006-2007 | Саундтрек до фільму «Історія кохання» Франсіс Ле   | Саундтрек до фільму «Амелі» Ян Т'єрсен                                                 |                                                                                   |

## Спортивні досягнення

### З Андрієм Депутатом
| Змагання                     | 2014-2015 | 2015-2016 | 2016-2017 |
| ---------------------------- | --------- | --------- | --------- |
| Етапи Гран-прі: Cup of China | 4         |           |           |
| Етапи Гран-прі: NHK Trophy   | 4         | 4         |           |
| Етапи Гран-прі: Skate Canada |           | 5         | WD        |
| Зимові Універсіади           | 4         |           |           |
| Кубок Ломбардії              | 3         |           |           |
| Міжнародний кубок Ніцци      | 2         |           |           |
| Кубок Тіролю                 |           | 1         |           |
| Чемпіонат Росії              | 5         | 6         |           |
| Кубок Росії                  | 3         | 1         |           |

### З Юрієм Ларіоновим
| Змагання                                     | 2006-2007 | 2007-2008 | 2009-2010 | 2010-2011 | 2011-2012 | 2012-2013 | 2013-2014 |
| -------------------------------------------- | --------- | --------- | --------- | --------- | --------- | --------- | --------- |
| Зимові Олімпійські ігри                      |           |           | 11        |           |           |           | 6         |
| Чемпіонати світу                             |           |           | 8         | 5         | 6         | 7         | 7         |
| Чемпіонати Європи                            |           |           | 5         | 3         | 2         |           | 3         |
| Чемпіонати світу серед юніорів               | 2         |           |           |           |           |           |           |
| Чемпіонати Росії                             | 7         | 6         | 3         | 3         | 1         | WD        | 2         |
| Чемпіонати Росії серед юніорів               | 2J.       |           |           |           |           |           |           |
| Фінали Гран-Прі                              |           |           |           | 5         |           | 2         |           |
| Етапи Гран-прі: Rostelecom Cup               |           |           | 4         |           |           | 2         | 2         |
| Етапи Гран-прі: Trophée Eric Bompard         |           |           |           | 2         | 2         |           | 4         |
| Етапи Гран-прі: NHK Trophy                   |           |           |           | 2         |           | 1         |           |
| Етапи Гран-прі: Skate America                |           | 3         |           |           | 5         |           |           |
| Nebelhorn Trophy                             |           |           |           | 1         | 2         | WD        |           |
| Фінали Юніорського Гран-прі                  | 7         | Диск.     |           |           |           |           |           |
| Етапи юніорського Гран-прі, Великої Британія |           | 1         |           |           |           |           |           |
| Етапи юніорського Гран-прі, Німеччина        |           | 2         |           |           |           |           |           |
| Етапи юніорського Гран-прі, Тайвань          | 2         |           |           |           |           |           |           |
| Етапи юніорського Гран-прі, Норвегія         | 4         |           |           |           |           |           |           |

- Диск.= результат скасовано
- WD — знялися з змагань